# 萨布利耶尔
萨布利耶尔（法語：Sablières，法語發音：[sablijɛʁ]）是法国阿尔代什省的一个市镇，属于拉让蒂耶尔区。

## 地理
萨布利耶尔（44°31'55"N, 4°4'28"E）面积38.98 平方千米，位于法国奥弗涅-罗讷-阿尔卑斯大区阿尔代什省，该省份为法国东南部内陆省份，北起顺时针与卢瓦尔省、伊泽尔省、德龙省、沃克吕兹省、加尔省、洛泽尔省和上盧瓦爾省接壤。
与萨布利耶尔接壤的市镇（或旧市镇、城区）包括：博尔讷、栋纳克、卢巴雷斯、蒂讷河畔马拉尔斯、蒙塞尔格、圣安德烈拉尚、圣梅拉尼、圣皮埃尔-圣让。

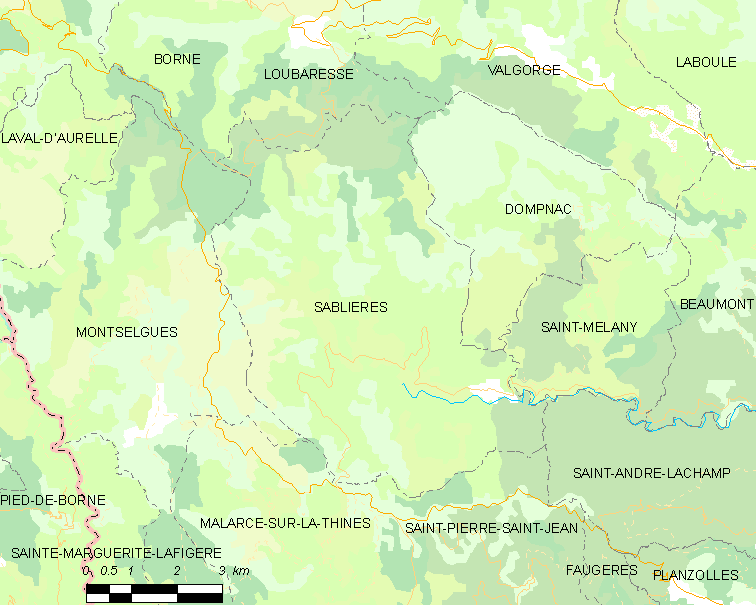
萨布利耶尔的OSM定位图

萨布利耶尔的时区为UTC+01:00、UTC+02:00（夏令时）。

## 行政
萨布利耶尔的邮政编码为07260，INSEE市镇编码为07202。

## 政治
萨布利耶尔所属的省级选区为阿尔代什塞文县。

## 人口

1962-2008年间萨布利耶尔人口变化图示

萨布利耶尔于2022年1月1日时的人口数量为166人。